# Arnold Pick
Arnold Pick (20. července 1851 Velké Meziříčí – 4. dubna 1924 Praha) byl český německy hovořící psychiatr a neurolog. Je znám pro rozpoznání klinického syndromu známého jako Pickova nemoc.

## Život
Narodil se do německy hovořící rodiny židovského obchodníka Jindřicha Picka, jemuž se přezdívalo Jáchym, a Františky rozené Beerové, která pocházela z židovského ghetta v Třebíči. V jeho rodném domě na rohu dnešní Zámecké a Hornoměstské ulice ve Velkém Meziříčí, v tradičně „křesťanské“ části města, byla rodina v podnájmu. Arnold měl dva bratry Eduarda a Roberta, z druhého otcova manželství s Leontýnou rozenou Franklovou pak další sourozence Karolínu a Arnošta.
Vystudoval medicínu na vídeňské univerzitě, kde roku 1875 získal doktorát. Habilitoval se v roce 1878 na německé lékařské fakultě Univerzity Karlovy v Praze z psychiatrie a neurologie. Od června 1886 zde začal působit jako řádný profesor psychiatrie a 1. 10. 1886 byl jmenován přednostou nově zřízené německé psychiatrické kliniky v Praze.
Pracoval v zemských ústavech pro choromyslné v Praze (1877–1880) a v Dobřanech (1880–1886, historicky první ředitel ústavu v Dobřanech). Popsal demenci označenou jeho jménem Pickova nemoc (atrofie frontálních a temporálních laloků provázená demencí) a objevil tzv. Pickův svazek (zřídka se vyskytující svazek nervových vláken prodloužené míchy spojený s pyramidovou drahou). První pojmenoval zdvojenou paramnézii a užíval také výraz dementia praecox (v roce 1891). Zkoumal také psychiatrické a neuroanatomické problémy řeči. Napsal více než 350 odborných prací.
Zemřel v roce 1924 v Praze, ve věku 73 let, a pochován byl na tamním novém židovském hřbitově.
Každoročně je odbornou veřejností udělovaná Cena Arnolda Picka za nejlepší články v časopise Neurologie v praxi.